# Mychajło Maksymowycz
Mychajło Ołeksandrowycz Maksymowycz (ukr. Михайло Олександрович Максимович, ur. 3 września?/15 września 1804 w chutorze Tymkiwszczyna w guberni połtawskiej, zm. 10 listopada?/22 listopada 1873 w chutorze Mychajłowa Hora w guberni połtawskiej) – ukraiński botanik, etnograf, filolog, folklorysta, historyk i poeta.

## Życiorys
Pochodził z rodziny szlacheckiej wywodzącej się z kozackiej starszyzny średniej i niższej rangi. W 1819 ukończył gimnazjum w Nowogrodzie Siewierskim i wstąpił na Wydział Filologiczny Uniwersytetu Moskiewskiego, w 1821 przeniósł się na Wydział Fizyczno-Matematyczny tego uniwersytetu, w 1823 ukończył studia z dyplomem kandydata botaniki. Od 1825 nauczał botaniki i sadownictwa w szkole realnej, później wykładał historię na Uniwersytecie Młodzieży Szlacheckiej, w 1827 został magistrem historii. W latach 1833–1844 był rektorem Uniwersytetu Kijowskiego. Napisał wiele prac z historii Rusi Kijowskiej, m.in. Oczerk Kijewa (1847), Kozaczyzny (o hetmanie Sahajdacznym i Chmielnickim) i koliszczyzny. Był jednym z czołowych przedstawicieli romantyzmu, zwolennikiem filozofii Herdera i Schellinga. Zbierał i wydawał pieśni ludowe i dumy; w 1827 opublikował zbiór Małorossijskije piesni, w 1834 Ukrainskije narodnyje piesni, a w 1849 Zbornik ukrainskich piesien. Pisał wiersze po rosyjsku i ukraińsku, zajmował się językiem ukraińskim i jego zabytkami literackimi. Poza tym pisał prace z dziedziny botaniki.